# Sammaloja (vattendrag i Lappland)
Sammaloja är ett vattendrag i Finland.   Det ligger i landskapet Lappland, i den norra delen av landet, 900 km norr om huvudstaden Helsingfors.